# Ferdinand-Charles de Loewenstein-Wertheim-Rochefort
Ferdinand-Charles de Löwenstein-Wertheim-Rochefort (en allemand Ferdinand Karl von Löwenstein-Wertheim-Rochefort; (* 1616, Rochefort, Belgique ; † 1672, Wertheim), d'une lignée collatérale aux Wittelsbach, est grave de Löwenstein-Wertheim (1644-1672). Il est Kemerer impérial, conseiller de la cour impériale, et réintroduit en 1651 le service religieux catholique à Wertheim.

## Ascendance
Il est le fils du comte Jean-Didier de Löwenstein-Wertheim-Rochefort (de) (1585-1644) et de sa première épouse Josine de La Marck, comtesse de Rochefort (1583-1626), fille de Philippe, seigneur de Lumen-Sehring (1548-1613) et de Catherine de Manderscheidt.

## Descendance
Ferdinand-Charles épouse le 6 mars 1651 à Cologne la comtesse et landgrave Anne-Marie de Fürstenberg-Heiligenberg (* 12 septembre 1634, Constance ; † 1er janvier 1705, Prague), fille du comte Ernest-Egon VIII de Fürstenberg-Heiligenberg (de) (1588-1655) et de la comtesse Anne-Marie de Hohenzollern-Heichingen (1603-1652). Ils ont 14 enfants,,:
- Maximilien-Charles (1656–1718), devient en 1711 1er duc de Löwenstein-Wertheim-Rochefort, marié le 26 août 1678 à Innsbruck à la comtesse Polyxène-Marie de Kuen-Lichtenberg-Belassi (1658-1712)
- Philippe-Eberhard (1657–1720), abbé de Gorze
- François-Léopold (1661–1682, Hongrie)
- Ferdinand-Hermann (1663–1684)
- Jean-Ernest (1667–1731), évêque de Doornik
- Guillaume (1669–1695), marié en 1692 à la comtesse Catherine de Waldstein-Wartenberg (1672–1733)
- Marie-Anne-Françoise (1652-1688), mariée en 1669 à Wertheim au landgrave Guillaume de Hesse-Rothenbourg († 1725)
- Éléonore (1653–1706), abbesse de Thorne
- Ernestine-Barbara (1654–1698), mariée en premières noces le 24 juin 1671 à l'altographe Éric-Adolf de Salm-Reiferscheidt (bg) (1619-1678), puis en seconde noces en 1678 au comte Janos Károly Serényi de Kiserényi († 1691)
- Amélie-Théodora-Thérèse (1659–1701), mariée en 1682 à Francfort-sur-le-Main au comte François-André Orsini de Rosenberg († 1698)
- Madeleine-Élisabeth (1662–1733), mariée en 1688 à Binderen au prince Valéran de Nassau-Saarbrücken-Uzingen († 1702)
- Sophie-Marie-Wilhelmine (1664–1736), mariée en 1686 à Versailles à Philippe de Courcillon, marquis de Dango († 1720)
- Christine-Thérèse (1665–1730), mariée en premières noces en 1687 à Wertheim au duc Albert de Saxe-Weissenfels († 1692), puis en secondes noces le 8 mai 1695 en Bohême au prince Philippe-Érasme de Liechtenstein (1664–1704)
- Sophie-Wilhelmine-Anne (1671–1732), religieuse à Thorne